# Tricogena
Tricogena is een geslacht van insecten uit de familie van de afvalvliegen (Heleomyzidae), die tot de orde tweevleugeligen (Diptera) behoort.

## Soort
- T. rubricosa (Meigen, 1824)